# Deilini
Deilini (лат.) — триба жуков-усачей из подсемейства настоящих усачей.

## Описание
Жуки с узким телом. Глаза с большими выямками. Переднеспинка с перехватом вблизи заднего края.

## Распространение
В Австралии триба представлена родами Eburophora, Schizopleurus, Telocera. В России триба представлена единственным родом Deilus.

## Систематика
В составе трибы:
- род: Deilus Audinet-Serville, 1834
- род: Delagrangeus Pic, 1892
- род: Eburophora White, 1855
- род: Schizopleurus Lacordaire, 1869
- род: Telocera White, 1858